# Victory Songs
Victory Songs treći je studijski album viking/folk metal sastava Ensiferum.

## Popis pjesama
1. "Ad Victoriam" – 03:10
2. "Blood Is the Price of Glory" – 05:17
3. "Deathbringer from the Sky" – 05:10
4. "Ahti" – 03:55
5. "One More Magic Potion" – 05:22
6. "Wanderer" – 06:32
7. "Raised by the Sword" – 06:10
8. "The New Dawn" – 03:42
9. "Victory Song" – 10:38